# Ochicanthon woroae
Ochicanthon woroae är en skalbaggsart som beskrevs av Ochi, Ueda och Masahiro Kon 2006. Ochicanthon woroae ingår i släktet Ochicanthon och familjen bladhorningar. Inga underarter finns listade i Catalogue of Life.